# Inka Uyu
Inka Uyo é um Sítio Arqueológico do Peru localizado no distrito de Chucuito , província de Puno , na região de Puno, próximo as margens do lago Titicaca .

## Histórico
Inka Uyo é um pequeno recinto rectangular de 200 metros quadrados, delimitado por um muro de pedras lavradas. Na entrada existem dois pequenos falos vigiando a porta. Dentro, estão espalhados outras figuras semelhantes, que parecem adorar outro maior, localizado no centro do recinto. Dizem as histórias da região que quando o falo de pedra está enterrado de cabeça para baixo, presta homenagem ao Pachamama, a Mãe Terra, em quíchua, e se esta apontado para cima, homenageia Inti o Deus Sol adorado pelos Incas. 
Na década de 1940 realizou-se a primeira escavação no local onde se conseguiu recuperar uma grande quantidade de cerâmica, metais, pedras e artefatos ósseos. O estudo desse material revelou que o sítio estava em construção no momento da chegada dos espanhóis. As esculturas de pedra encontrados na praça do complexo (75 no total de vários tamanhos e formas), foram colocadas por iniciativa das autoridades municipais de Chucuito. 
Em 1993, a pedido do então diretor do INC, o Enrique Morro, foram colocadas algumas esculturas líticas fungiformes na área de Inca Uyo. Isso fortaleceu a crença dos habitantes locais de que se tratasse de um Templo da Fertilidade . Esta versão no entanto, foi descartada pois não há referências a este fato tanto na época dos Lupaca (tribo aimara que viviam as margens do Titicaca), como na dos Inca ou  nas crônicas do vice-reinado.  O Próprio Morro afirmou: "Embora não se encontrassem neste lugar, as esculturas estavam em ruínas de casebres e em torno de pequenas construções, sendo confeccionada pelos Incas, estavam sendo utilizadas nos alambrados, em vergas de portas, nos pátios para amarrar animais, entre outras utilizações. " 
No Forum Inca Uyo, realidad histórica, realizado em julho de 2005, o Dr. Bueno, afirmou que foram encontrados ruínas de canais e fundações de construções coloniais .  Afirmou também que as esculturas não apresentam uma clara associação com o resto das construções. 
Presume-se que o sítio fazia parte de um conjunto maior de edifícios destinados a cerimonias de natureza política e religiosa.  Estudos confirmam que Inka Uyo teria sido um Ushno, ou seja, um lugar de culto à Pachamama (Mãe Terra). O recinto também teria servido como um observatório astronômico para determinar os equinócios e solstícios, e desta forma escolher o momento mais propício para o plantio. 